# Арон Ремзи
Арон Џејмс Ремзи (енгл. Aaron James Ramsey; Керфили, 26. децембар 1990) велшки је фудбалер који тренутно наступа за Кардиф Сити и репрезентацију Велса. Иако примарно игра на позицији централног везног фудбалера, може да игра и на позицијама левог и десног крила. У школским данима играо је за Кардиф Сити, где је постао најмлађи дебитант у сениорском тиму у историји клуба, уписавши 22 наступа — укључујући и финале ФА купа 2008. године.
Ремзи је прешао у Арсенал 2008. године, за 5 милиона фунти. Међутим, каријера му је стагнирала након прелома ноге у мечу против Стоука у фебруару 2010. године. Након што је био послат на две позајмице од стране Арсенала, у сезони 2011/12. се враћа у потпуну играчку форму, и постаје стандардни члан прве поставе. Ремзи постаје кључни играч Арсенала у сезони 2013/14, постигавши 16 голова у свим такмичењима, укључујући и победоносни гол у финалу ФА купа против Хал Ситија 2014. и против Челсија 2017. године. Дана 1. јула 2019. године званично је постао члан Јувентуса.
Ремзи је 2008. године дебитовао и за репрезентацију Велса, за коју је играо и на Европском првенству 2016. године (укључујући и квалификације за исто такмичење). Играо је и на Летњим олимпијским играма 2012. у Лондону, као олимпијац репрезентације Велике Британије.

## Детињство и младост
Као дете, Ремзи је похађао школу у родном граду Керфилију. Први контакт са фудбалом остварио је када је имао једанаест година, када је похађао тренинге организације велшке омладинске лиге у Керфилију. Пре фудбала, Ремзи се бавио рагбијем, играјући на позицији крила за млади тим Керфилија. Ремзи је билингвиста, говори и велшки и енглески језик.

## Клупска каријера

### Кардиф
Након што је импресионирао на турниру младих играча у Керфилију, потписује за Кардиф, и то док је имао само осам година. Након што је прошао кроз Кардифову академију, Ремзи уписује свој дебитантски наступ за први тим Кардифа, 28. априла 2007. године. Тако је Ремзи постао најмлађи играч у историји клуба, са 16 година и 124 дана. Прва понуда за Ремзија стигла је јуна 2007. године, од стране неименованог лондонског клуба, и износила је преко милион фунти. Кардиф ју је одбио. Међутим, лондонски клуб је наставио да прати Ремзија током сезоне 2007/08. Кардиф је такође одбио понуду и од Евертона, која је износила исту суму новца.
Ремзи је уписао први лигашки наступ у сезони 2007/08, заменивши Џимија Флојда Хаселбајнка, на домаћем терену у победи над Барнлијем, резултатом 2:1. Први професионални уговор Ремзи потписује децембра 2007. године. Први пут је постао члан стартне поставе 5. јануара, у мечу ФА купа против Чејстауна. Импресиван наступ је виђен од стране Ремзија на том мечу. Постигао је гол, у победи резултатом 3:1. Двадесет и шестог априла постиже први лигашки гол у мечу против Барнлија, резултат је био 3:3. Током сезоне Ремзи је уписао 22 лигашка наступа, и играо је у пет од шест мечева које је Кардиф играо у ФА купу, укључујући и финале.
Пратећи Ремзијев сјајан наступ у четвртфиналу ФА купа против Мидлзброа, откривено је да је тадашњи менаџер Манчестер јунајтеда Алекс Фергусон причао са менаџером Кардифа Дејвом Џоунсом и распитивао се о Ремзију. Касније се Фергусон прикључио Арсеналу и Евертону у праћењу Ремзија. Ремзи је одрастао као фан Манчестер јунајтеда, али је на крају одлучио да се не придружи овом тиму. Кардифов председник Питер Ридсдејл пренео је Би-Би-Сију да је понуда од 5 милиона фунти од стране Арсенала прихваћена. Та понуда није укључивала опцију да Ремзи остане још једну сезону на позајмици у Кардифу. Ремзија је менаџеру Арсенала Арсену Венгеру препоручио Кардифов помоћни тренер Тери Бартон, који је уједно и бивши Арсеналов играч.

### Арсенал
Након што се Ремзи састао са странкама из Арсенала, Евертона и Манчестер јунајтеда, одлучује да потпише за Арсенал, који је Кардифу платио 4,8 милиона фунти. Трансфер је у потпуности реализован 13. јуна 2008. године. Главни разлог због којег је Ремзи потписао за Арсенал, а не за Евертон или Манчестер јунајтед је био приступ менаџера Арсенала Арсена Венгера, који је заједно са Ремзијем и његовом породицом одлетео за Швајцарску у циљу да разговарају о Ремзијевој будућности у Арсеналу.
Венгер је урадио много како би ме довео. Као 17-годишњак сам летео приватним авионом што ми је било нереално... Мислим да сам донео праву одлуку. Осетио сам да су ме Арсенал и Венгер више желели.— Арон Ремзи
Ремзи је свој такмичарски деби за Арсенал остварио у трећем колу квалификација за Лигу шампиона, у мечу против Твентеа 13. августа 2008. године, а први лигашки наступ је имао месец дана касније, у мечу против Блекбурна, који је обележио својом асистенцијом за Емануела Адебајора и за Арсеналов четврти гол на том мечу. Први гол за Арсенал, Ремзи је постигао на мечу против Фенербахчеа у групној фази Лиге шампиона, резултат је био 5:2 за Арсенал. Ремзи је био именован од стране ФИФА као један од младих фудбалера на које би требало да се „обрати пажња“ у 2009. години. Потписао је нови дугогодишњи уговор са Арсеналом 1. јула 2009. године.
Први лигашки гол Ремзи постиже 22. августа 2009. године, у мечу против Портсмута, који је Арсенал решио у своју корист, резултатом 4:1. Награду за играча утакмице Ремзи први пут добија у мечу четврте рунде Енглеског Лига купа против Ливерпула, тако што је асистирао Никласу Бендтнеру за гол.
Први старт у Премијер лиги Ремзи је уписао 7. новембра 2009. године, у мечу против Вулверхемптона, у којем је Арсенал славио резултатом 4:1. Четири дана након тог меча, Ремзију је проглашен као „најбољи млади велшки играч године“. Менаџер Арсенала, Арсен Венгер описао је Ремзија као „нападачког Роја Кина“ и као „играч који поседује подједнако све квалитете, са сјајном особином покривања сваког дела терена“.
Двадесетседмог фебруара 2010. године, Арсенал је играо против Стоука на Британија Стадиону, када је оштар старт Рајана Шоукроса над Ремзијем изазвао последице у виду дуплог прелома Ремзијеве десне ноге. Кости које су настрадале су цеваница и лисна кост. Датум повратка на терен није могао бити одређен са прецизношћу, али је 20. марта Ремзи почео да хода без штака. Нови дугогодишњи уговор са Арсеналом Ремзи потписује 1. јуна 2010. године. Октобра 2010. почиње да се враћа тренинзима, а 23. новембра уписује свој повратак у фудбал, наступајући за резервни тим Арсенала, у мечу против Вулверхемптоновог резервног тима.

#### Позајмица Нотингем форесту
Ремзи је био на позајмици у Нотингем форесту од 25. новембра 2010. до 3. јануара 2011. године. Ова позајмица омогућила је Ремзију да стекне више кондиције. Први наступ за Нотингем форест, Ремзи је забележио 29. новембра 2010. године, када је ушао у игру са клупе у мечу против Лестера. Први пут је био стартер за Нотингем форест у мечу против Дербија, у којем је одиграо 60 минута. Нотингем форест је победио резултатом 5:2. Ремзи се враћа у Арсенал 5. јануара 2011. пре меча ФА купа који је Арсенал одиграо нерешеним резултатом против Лидса.

#### Позајмица Кардифу
Ремзи се враћа у Кардиф на једномесечну позајмицу, из истог разлога из којег је отишао у позајмицу у Нотингем — како би стекао више играчке кондиције. Придружио се саиграчу из Арсенала Џеју Емануел-Томасу, који се такође придружио Кардифу на позајмицу у јануару 2011. године. Први старт за Кардиф, Ремзи је уписао на мечу против Рединга. Ремзи је такође стартовао за Кардиф и у дербију јужног Велса против Свонсија, у којем је уписао асистенцију за Крејга Беламија. Кардиф је славио резултатом 0:1 у њихову корист. Повреда квадрицепса онемогућила је Ремзија да одигра меч против Нотингем фореста. Међутим, повратак је уследио у мечу против Лестера, где је Ремзи постигао гол, у победи од 2:0. Двадесет и петог фебруара, Кардиф је затражио продужетак Ремзијеве позајмице до краја сезоне, али ју је Арсенал одбио.

#### Сезона 2010/11.
Повратак у Арсенал обележио је улазећи са клупе у 72. минуту у четвртфиналу ФА купа где је Арсенал поражен од Манчестер јунајтеда резултатом 2:0. Први пут у стартној постави Арсенала од повреде је био у мечу против Вест Бромвич албиона. Нешто више од месец дана касније, 1. маја, постигао је први гол у сезони и једини гол на мечу у победи против Манчестер јунајтеда у Премијер лиги.
Постизање гола је био посебан тренутак за мене. Било је вредно чекања и много људи ми је помогло у тешким тренуцима које сам имао тако да се надам да су задовољни колико и ја.— Ремзи о свом првом голу у сезони 2010/11.

#### Сезона 2011/12.
Први меч у Лиги шампиона у сезони одиграо је против Удинезеа у којем је у четвртом минуту асистирао Волкоту за победу од 1:0. Четири дана касније налазио се у саставу тима у сусрету са Ливерпулом на домаћем стадиону. У 78. минуту меча, Игнаси Микел је желећи да избаци лопту из казненог простора погодио Ремзија, и тако је Ремзи постигао аутогол. Меч је завршен резултатом 2:0 за Ливерпул.
Меч групне фазе Лиге шампиона против Борусије Дортмунд у гостима пропустио је због повреде скочног зглоба. Дана 17. септембра, асистирао је Микелу Артети у поразу од Блекберн роверса 4:3. Након те утакмице добијао је критике на рачун своје игре на том мечу јер је „успоравао ритам утакмице”. Поправио је утисак асистенцијом Робину ван Персију у победи над Болтоном. Постигао је погодак у севернолондонском дербију против Тотенхема. Тај меч је Арсенал изгубио у гостима 2:1.
Постигао је важан гол у драматичној завршници против Олимпик Марсеља у групној фази Лиге шампиона. До краја сезоне је био запажен 23. октобра 2011. када је асистирао Жервињу и 11. фебруара 2012. када је постигао гол у победи над Сандерландом. Тај меч је такође остао упамћен по последњем премијерлигашком поготку Тијерија Анрија у Арсеналу.

#### Сезона 2012/13.
На прва четири меча у сезони Ремзи је улазио као замена, а у последњем од њих, 15. септембра, асистирао је Жервињу за пети гол Арсенала на том мечу који је завршен укупним резултатом 6:1. Осам дана касније, у наредном колу, Ремзи се коначно нашао у стартној постави у ремију Арсенала са Манчестер ситијем. Дана 3. октобра, постигао је леп гол против Олимпијакоса у групној фази Лиге шампиона.
Фудбалски клуб Арсенал је 19. децембра издао званично обавештење да је Ремзи заједно са саиграчима Алексом Окслејд-Чејмберленом, Кираном Гибсом, Џеком Вилширом и Карлом Џенкинсоном, потписао нови уговор за лондонски клуб. Захваљујући доброј форми, Ремзи је добио признање за играча утакмице на два узастопна меча од стране Арсеналових навијача против Норича и Евертона, а касније му је то помогло да добије и награду за играча месеца, такође од стране Арсеналових навијача. Свој први и једини лигашки гол у сезони постигао је у победи над Виганом 4:1, која је резултовала испадањем Вигана из Премијер лиге.

#### Сезона 2013/14.
Ремзи је добро започео сезону, постигавши гол у првом колу доигравања Лиге шампиона против Фенербахчеа након којег је добио и награду за играча утакмице, а у реваншу је постигао још два гола и тако укупним резултатом од 5:0 осигурао пролазак Арсенала у групну фазу Лиге шампиона. У другом колу је добио још једну награду за играча утакмице након победе над Фуламом 3:1. Због одсуства Микела Артете, Ремзи је играо офанзивније на средини терена што се показало добрим када је играо значајну улогу код поготка Оливијеа Жируа против Тотенхема 1. септембра. У следећем колу Премијер лиге, 14. септембра, постигао је два поготка, а први од њих је био дивно изведен волеј.
Добру форму пренео је на победе у Лиги шампиона против Марсеља у гостима и премијерлигашкој победи против Стоука на домаћем терену. Ремзи је у оба меча постигао по гол. 28. септембра је добио још једну награду за играча утакмице пошто је на гостовању против Свонзија забележио гол и асистенцију. Три дана касније је асистирао Месуту Озилу у мечу против Наполија у Лиги шампиона. Ремзи је почетком октобра након свих поменутих успеха добио награду за играча месеца септембра у Премијер лиги.
Девети гол у сезони постигао је 19. октобра у победи над Норичом 4:1, а на том мечу је забележио и асистенцију. У новембру је наставио са добром формом пошто је постигао сјајан гол изван казненог простора у дербију против Ливерпула. Овај меч је Арсенал добио 2:0 што је проузроковало да буде на челу табеле у том тренутку. Серију голова у Лиги шампиона наставио је против Борусије из Дортмунда. 30. новембра постигао је два гола против бившег клуба Кардиф Ситија у победи од 3:0. Ниједан погодак Ремзи није прославио из поштовања према бившем клубу због чега су и навијачи Кардифа показали поштовање према њему аплаудирајући му на крају меча.
Сами сте видели колико је Арон Ремзи напредовао. Он је овде две-три године и имао је ноћне море. Сада је показао колико је потенцијала било у њему и о каквом се играчу ради. Сигуран сам да је био срећан што је постигао голове, али из поштовања према клубу у коме се школовао није желео да се радује. То вам је јак одбрамбени систем. Ремзи је радио свој посао и то на најбољи могући начин. Верујем да му нико неће замерити.— Арсен Венгер о Ремзију после меча против Кардифа.
На утакмици против Вест Хема 26. децембра повредио је бутину па је морао да проведе три месеца ван терена. Прву утакмицу после повреде одиграо је као резервиста у поразу од Евертона 3:0.
Ремзи је добио награду за играча месеца новембра и тако добио ово признање четврти пут заредом. 18. марта 2014. продужио је уговор са Арсеналом.
У последњем колу Премијер лиге постигао је гол против Норича након којег су „канаринци” испали из Премијер лиге. Ремзи је постао јунак Арсенала када је у финалу ФА купа у 109. минуту постигао победоносни гол.
Након што се сезона завршила, Ремзи је 4. јуна 2014. проглашен за играча сезоне у Арсеналу.

#### Сезона 2014/15.
Ремзи је сезону почео голом против Манчестер ситија у Комјунити шилду, постигавши други гол на том мечу непосредно пре одласка на полувреме. Арсенал је тај меч добио резултатом 3:1. Шест дана касније, у утакмици код куће против Кристал Паласа, донео је победу Арсеналу у последњим секундама меча. 19. августа, у мечу доигравања за Лигу шампиона против Бешикташа, добио је искључење због два жута картона. Након тог меча, Арсен Венгер је бранио свог играча сматрајући да је Ремзи преоштро добио жуте картоне.
Оба жута картона за Ремзија су невероватна. Када погледате те фаулове, видите да уопште нису били груби, али уопште. Одиграли смо тешку утакмицу у изузетном темпу. Могли смо да победимо, али су и они имали врло добре шансе. Нисмо изгубили и надам се да ћемо на нашем терену наћи пролаз до Лиге шампиона.— Арсен Венгер након меча против Бешикташа.
Против Евертона је постигао гол у мечу који је Арсенал завршио нерешеним резултатом 2:2 иако су мање од десет минута пре краја губили са 2:0. У децембру се Ремзи истакао асистенцијом Алексису Санчезу против Саутхемптона, једним поготком против Стоука и са постигнута два гола против Галатасараја у групној фази Лиге шампиона. У осмини финала Арсенал је неочекивано испао од Монака, а Ремзи је на том мечу постигао други гол који није био довољан због правила гола у гостима.
Имали смо добру прилику да прођемо у четвртфинале, с обзиром на то да обично играмо против Бајерна или Барселоне, а сада смо се састали са Монаком, без намере да потценим француски тим. Сами себи смо задали тежак задатак у првом мечу, у реваншу смо били добри, али недовољно.— Ремзи након меча против Монака.
Последњи гол у сезони постигао је против Хал ситија. Ремзи је био и у постави Арсенала у финалу ФА купа против Астон Виле. Одиграо је целу утакмицу али није постигао погодак.

#### Сезона 2015/16.
Свој први гол у сезони, Ремзи је постигао против Вотфорда у мечу у којем се Арсенал на почетку мучио али су касније сломили отпор противника и победили 3:0. На мечу против Евертона 24. октобра 2015, који је Арсенал добио 2:1, Ремзи је доживео повреду бутног мишића због које је паузирао до краја новембра месеца исте године. Након што се опоравио од повреде, постигао је гол у преокрету против Сандерланда у трећем колу ФА купа. Такође, постигао је први гол у дербију против Тотенхема, који је завршен нерешеним резултатом 2:2. Ремзи је 8. марта доживео још једну повреду бутине због које је паузирао пет недеља.
Упркос томе што је имао велике паузе због повреда, Ремзи је сезону 2015/16. завршио са 40 утакмица и 6 постигнутих голова у свим такмичењима.

#### Сезона 2016/17.
Након што је Микел Артета напустио клуб, Ремзи је преузео дрес са бројем 8. У сезони 2016/17. углавном је доминирао у ФА купу у којем је постигао три гола: у трећем колу против Престона, у четвртом колу против Линколна, пети и последњи гол за Арсенал на том мечу, и победоносни гол у спектакуларном финалу против Челсија на асистенцију Жируа и тако по други пут донео Арсеналу трофеј ФА купа. Једини погодак у Премијер лиги Ремзи је постигао у последњим секундама последњег кола осигуравши победу против Евертона 3:1.

#### Сезона 2017/18.
Ремзи је први гол у сезони постигао у Премијер лиги већ у првом колу против Лестера изједначивши резултат на 3:3, а победу у том мечу је два минута након Ремзијевог гола донео Оливије Жиру. У деветом колу у гостима против Евертона, 22. октобра 2017, постигао је четврти од пет голова Арсенала на тој утакмици. Недељу дана касније, постигао је победоносни погодак против Свонзија. Меч који је Арсенал добио резултатом 2:1 обележила су два јубилеја: Ремзијев 50. гол за Арсенал и 800. утакмица за Арсена Венгера на клупи Арсенала у Премијер лиги. Свој први хет-трик у каријери постигао је 3. фебруара 2018. против Евертона на домаћем терену. Веома битан гол је постигао и у осмини финала Лиге Европе против Милана у надокнади првог полувремена. Примио је квалитетан пас од Месута Озила, прешевао Донаруму и сместио лопту у празан гол без већих проблема. У истом такмичењу се и касније у четвртфиналу против ЦСКА Москве уписао у листу стрелаца и то у обе утакмице. На крају сезоне други пут у каријери је добио награду за играча сезоне у Арсеналу од стране навијача.

#### Сезона 2018/19.
Ремзи је прва два гола у Премијер лиги постигао у убедљивим победама против Фулама у гостима 5:1, а потом и код куће 4:1. Гол на гостовању је постигао само 39 секунди након што је ушао у игру као измена. Читава акција у којој је постигнут погодак је била пуна квалитетних пасова коју је Ремзи завршио спектакуларним поготком петом на асистенцију Обамејанга, а пред крај меча, у надокнади, Ремзи је асистирао Обамејангу и на тај начин су управо њих двојица постали једини играчи у историји Премијер лиге који су као измене били стрелци и асистенти на једном мечу. Гол на Емирејтсу је постигао тако што му се одбила лопта у шеснаестерцу након што је Пјер Емерик Обамејанг погодио стативу. Постигао је и један гол против Ворскле из пенала. Постигао је водећи гол за Арсенал у ремију против Тотенхема и то на импресиван начин, тако што је претрчао скоро пола терена и сместио лопту у мрежу. У 32. колу, 1. априла, у првом полувремену поништен му је гол због прекршаја Сократиса, а након тога је постигао регуларан водећи гол у победи над Њукаслом од 2:0. Средином другог полувремена морао је да изађе из игре због повреде.
У првој утакмици четвртфинала Лиге Европе Арсенал је победио Наполи резултатом 2:0, а Ремзи је постигао први гол на асистенцију Мејтланд-Најлса који је уједно био његов последњи у дресу Арсенала. Имао је још неколико прилика да постигне гол али их није искористио. У реванш утакмици је повредио задњу ложу па је принудно изашао у првом полувремену, а на терен је уместо њега ушао Хенрих Мхитарјан. Касније је на свој Инстаграм налогу написао да му је та утакмица била поспедња у дресу Арсенала.

### Јувентус
Челници Арсенала нису желели да продуже уговор са Ремзијем, те је потписао четворогодишњи уговор са италијанским Јувентусом 11. фебруара 2019, који је ступио на снагу 1. јула исте године. Упркос томе, Ремзи се на свом Твитер налогу захвалио навијачима Арсенала и рекао да ће до краја сезоне у Арсеналу дати све од себе за лондонски клуб.
За италијански тим дебитовао је на пријатељској припремној утакмици против Триестине ушавши са клупе. У Серији А дебитовао је против Вероне када је постигао и свој први гол. У 4. колу Лиге шампиона постигао је први гол за Јувентус у 4. минуту против Локомотиве. Против СПАЛ-а 22. фебруара 2020. је постигао други гол на утакмици која је остала упамћена као 1000. професионална утакмица Кристијана Роналда. Коначан резултат је био 2:1 за Јувентус. Већ у наредном колу у дербију против Интера постигао је први гол на утакмици за Јувентус. Коначан резултат утакмице био је 2:0.
Први гол у новој сезони постигао је против Сасуола у 17. колу. У стрелце се уписао крајем месеца на гостовању Сампдорији када је у завршници меча погодио за 2:0.

#### Позајмица Рејнџерсу
Дана 31. јануара 2022. склопљен је договор између Ремзија и Рејнџерса о позајмици до краја сезоне 2021/22. Дебитовао је 6. фебруара против Хартса. Први гол је постигао против Дандија. Две недеље касније Ремзи је постигао једини гол за свој тим у поразу на домаћем терену од Селтика. У финалу УЕФА Лиге Европе 2022. против Ајнтрахт Франкфурта при резултату 1 : 1 је ушао у игру у 117. минуту како би извео једанаестерац. Међутим, током извођења једанаестераца био једини играч који није постигао гол, после којих је Ајнтрахт освојио пехар.

## Репрезентативна каријера
Ремзи је први контакт са репрезентацијом имао када је био позван да наступа за Велс у категорији до 17 година, 2005. године. За селекцију до 21 године дебитовао је на мечу против Шведске селекције до 21 године, 21. августа 2007. године, неколико месеци након што је напунио 17 година.
За сениорски тим, Ремзи је први пут наступио 19. новембра 2008. године, када је имао 17 година. Велс је славио на гостовању против Данске, резултатом 1:0. Први гол за сениорски тим Ремзи је постигао у квалификацијама за Светско првенство 2010., у мечу против Лихтенштајна. Како су се сениорске квалификације завршиле, селектор омладинске селекције Велса Брајан Флин позвао је Ремзија и 11 других фудбалера натраг у омладинску селекцију, да би помогли омладинском тиму да се квалификује за Европско првенство у фудбалу до 21. године. Ремзи је био награђен од стране Фудбалског савеза Велса за најбољег младог играча године.
Менаџер Велса Гери Спид поставио је Ремзија као сталног капитена велшке репрезентације. Ту част, Ремзи је имао прилику да искуси већ у мечу против Енглеске, 26. марта 2011. године. Тако је постао најмлађи капитен у историји Велса, са 20 година и 90 дана, претекавши рекорд који је поставио Мајк Ингланд 1964. године. Први гол као капитен постигао је у финалу Купа нација, у мечу против Северне Ирске, 27. маја 2011.
Ремзи је био један од петорице Велшана који су били селектовани да наступају за Олимпијску фудбалску селекцију Велике Британије на Олимпијским играма у Лондону 2012. године. Учествовао је у све 3 утакмице групне фазе. У четвртфиналу, против Јужне Кореје, Ремзи је успешно реализовао једанаестерац, и поставио коначан резултат 1:1. Постигао је још један гол у извођењима пенала на истом мечу, који је његова екипа изгубила.
Октобра 2012. године, Ешли Вилијамс заменио је Ремзија на позицији капитена Велса, након бројних пораза ове репрезентације. Селектор Велса Крис Колман је изјавио да ће Ремзи највероватније бити капитен поново у својој каријери. Дана 22. марта 2013. године, Ремзи је дао гол против Шкотске у квалификацијама за СП 2014, а на истом том мечу је касније добио и црвени картон због оштрог старта над Џејмсом Макартуром. На последњем мечу Велса у квалификацијама, Ремзи је постигао водећи гол на мечу против Андоре који је његова репрезентација добила резултатом 2:0.
Дана 31. маја 2016. године Крис Колман објавио је списак играча за ЕП 2016. на којем се налазио Ремзи. На првој утакмици на првенству, Ремзи је био асистент за победоносни гол који је постигао Хал Робсон-Кану против Словачке, резултат на том мечу је био 2:1. На последњој утакмици групне фазе против Русије, постигао је гол и асистирао Гарету Бејлу, а Велс је тај меч добио 3:0 и тако се пласирао у осмину финала. У осмини финала против Северне Ирске и четвртфиналу против Белгије зарадио је по један жути картон и због тога није могао да игра у полуфиналу где је Велс изгубио од Португалије.
Ремзи је био невероватан, међу најбољим играчима је на турниру, неутешан је. Знали смо шта нам треба, тешко је на овом нивоу играти, биће тежак ударац играти без Ремзија и Дејвиса. Дали су све за земљу, све што се од њих тражило. Али нећемо само седети без њих, правила су правила.— Крис Колман након утакмице против Белгије.
На крају првенства, Ремзи се нашао у тиму турнира због добрих партија пружених на Европском првенству. У квалификацијама за СП 2018. постигао је погодак из пенала у шестом колу против Србије, а у осмом колу против Молдавије. Ремзи је такође постигао један гол у Лиги нација 2019. у победи од 4:1 против Ирске.
Ремзи се после скоро годину дана вратио у репрезентацију и то на утакмици Квалификација за Европско првенство 2020. против Азербејџана уласком са клупе у 60. минуту, а у наредном колу против Мађарске је дао два гола и на тај начин одвео Велс на Европско првенство.
Наступао је на ЕП 2020. и постигао гол на утакмици против Турске. Постигао је водећи гол на утакмици против Чешке у седмом колу Квалификација за СП 2022. Месец дана касније је постигао два гола на мечу против Белорусије.

## Стил игре
Током сезоне 2013/14, Арон Ремзи је израстао у једног од Арсеналових најутицајнијих фудбалера. Арсен Венгер је описао Ремзија као „комплетног играча средине терена“, и поред тога је изјавио: „Ја сам био играч средине терена, и волео бих да сам поседовао квалитете које он поседује. Може да напада, да се брани, да даје голове. Шта више од тога желите?“ Ремзи је био награђен за сјајне партије које је пружао у сезони 2013/14, тако што је био именован за играча године у Арсеналу.
Ремзи поседује мешавину супериорне технике, и моћног тркачког стила. Дуго је био препознатљив по својим техничким способностима, а током сезоне 2013/14, Ремзи се развио и у играча који је „снажан на лопти“. Бивши Арсеналов играч средине терена Реј Парлур је изјавио да Ремзи може постати утицајан подједнако као Стивен Џерард.
Новембра 2013. године, Ремзи је био други у избору за најбољег играча средине терена за сезону 2013/14, одмах испод играча Манчестер ситија Јаје Туреа. Ремзи је имао више контаката са лоптом него било који други играч (1,115), и имао је највише успешних стартова (57).
Упркос томе што је у сезони 2013/14. пропустио преко три месеца, Ремзи је остао играч са највише успешних стартова. У истој сезони Ремзи је био други најбољи стрелац тима, са 16 постигнутих голова, а исто тако се налазио на другом месту и по асистенцијама у лиги, имао их је 8.

## „Ефекат Ремзи“
Од 2011. године, Арон Ремзи је довођен у везу са митом по називу „Ефекат Ремзи“, што би значило да кад год Ремзи постигне гол, неко од познатих личности умре у року од неколико дана. Прва Ремзијева „жртва“ био је Осама бин Ладен, који је убијен 2. маја 2011. године, дан након што је Ремзи постигао гол у лигашком мечу против Манчестер јунајтеда. Ремзи је постигао гол против Тотенхема другог октобра исте године, а Еплов оснивач Стив Џобс је преминуо три дана касније. Деветнаестог октобра, Ремзи је у мечу против Марсеја у Лиги шампиона ушао са клупе, и постигао победоносни гол. Дан касније, либијски вођа Муамер ел Гадафи је убијен. Дана 11. фебруара 2012. године, Ремзи још једном улази са клупе и постиже гол. Овога пута, то је био гол који је обезбедио Арсеналу победу у мечу против Сандерленда, резултатом 2:1. Касније тог дана, америчка певачица Витни Хјустон је пронађена мртва. Ове четири смрти навеле су британски таблоид Дејли мејл да покрене причу о веровању да је Ремзи некако умешан у сва та убиства.
Друге познате личности чије смрти су повезиване са „Ремзи ефектом“ су: Пол Вокер, Робин Вилијамс, Ричард Атенборо, Дејвид Боуи, Алан Рикман, Роџер Мур, Дејвид Фрост, Витни Хјустон и Кит Флинт.
Ремзи никада није јавно причао о „Ефекту Ремзи“, све до августа 2015. године. У интервјуу за Магазин Спорт Ремзи је рекао: „Најсмешнија гласина коју сам икада чуо о себи је та да људи умиру након што ја постигнем гол. Било је много ситуација у којима сам ја постигао гол, и неко је умро. То је заиста луда гласина. Иако сам средио неколико лоших момака!“

## Статистика каријере

### Клупска
Ажурирано 18. маја 2022.
| Клуб                        | Сезона            | Лига              | Лига    | Лига   | Куп     | Куп    | Лига куп | Лига куп | Европа  | Европа | Остало  | Остало | Укупно  | Укупно |
| Клуб                        | Сезона            | Дивизија          | Наступи | Голови | Наступи | Голови | Наступи  | Голови   | Наступи | Голови | Наступи | Голови | Наступи | Голови |
| --------------------------- | ----------------- | ----------------- | ------- | ------ | ------- | ------ | -------- | -------- | ------- | ------ | ------- | ------ | ------- | ------ |
| Кардиф Сити                 | 2006/07.          | Чемпионшип        | 1       | 0      | 0       | 0      | 0        | 0        | —       | —      | —       | —      | 1       | 0      |
| Кардиф Сити                 | 2007/08.          | Чемпионшип        | 15      | 1      | 5       | 1      | 1        | 0        | —       | —      | —       | —      | 21      | 2      |
| Кардиф Сити                 | Укупно            | Укупно            | 16      | 1      | 5       | 1      | 1        | 0        | —       | —      | —       | —      | 22      | 2      |
| Арсенал                     | 2008/09.          | Премијер лига     | 9       | 0      | 4       | 0      | 3        | 0        | 6       | 1      | —       | —      | 22      | 1      |
| Арсенал                     | 2009/10.          | Премијер лига     | 18      | 3      | 2       | 1      | 3        | 0        | 6       | 0      | —       | —      | 29      | 4      |
| Арсенал                     | 2010/11.          | Премијер лига     | 7       | 1      | 1       | 0      | 0        | 0        | 0       | 0      | —       | —      | 8       | 1      |
| Арсенал                     | 2011/12.          | Премијер лига     | 34      | 2      | 3       | 0      | 0        | 0        | 7       | 1      | —       | —      | 44      | 3      |
| Арсенал                     | 2012/13.          | Премијер лига     | 36      | 1      | 3       | 0      | 1        | 0        | 7       | 1      | —       | —      | 47      | 2      |
| Арсенал                     | 2013/14.          | Премијер лига     | 23      | 10     | 2       | 1      | 1        | 0        | 8       | 5      | —       | —      | 34      | 16     |
| Арсенал                     | 2014/15.          | Премијер лига     | 29      | 6      | 4       | 0      | 0        | 0        | 7       | 3      | 1       | 1      | 41      | 10     |
| Арсенал                     | 2015/16.          | Премијер лига     | 29      | 5      | 1       | 1      | 1        | 0        | 5       | 0      | 1       | 0      | 37      | 6      |
| Арсенал                     | 2016/17.          | Премијер лига     | 23      | 1      | 4       | 3      | 1        | 0        | 4       | 0      | —       | —      | 32      | 4      |
| Арсенал                     | 2017/18.          | Премијер лига     | 24      | 7      | 0       | 0      | 2        | 0        | 6       | 4      | 0       | 0      | 32      | 11     |
| Арсенал                     | 2018/19.          | Премијер лига     | 28      | 4      | 2       | 0      | 3        | 0        | 7       | 2      | 0       | 0      | 40      | 6      |
| Арсенал                     | Укупно            | Укупно            | 262     | 40     | 27      | 6      | 15       | 0        | 63      | 17     | 2       | 1      | 369     | 64     |
| Нотингем форест (позајмица) | 2010/11.          | Чемпионшип        | 5       | 0      | 0       | 0      | 0        | 0        | —       | —      | —       | —      | 5       | 0      |
| Кардиф Сити (позајмица)     | 2010/11.          | Чемпионшип        | 6       | 1      | 0       | 0      | 0        | 0        | —       | —      | —       | —      | 6       | 1      |
| Јувентус                    | 2019/20.          | Серија А          | 24      | 3      | 4       | 0      | —        | —        | 6       | 1      | 1       | 0      | 35      | 4      |
| Јувентус                    | 2020/21.          | Серија А          | 22      | 2      | 1       | 0      | —        | —        | 7       | 0      | 0       | 0      | 30      | 2      |
| Јувентус                    | 2021/22.          | Серија А          | 3       | 0      | 0       | 0      | —        | —        | 2       | 0      | 0       | 0      | 5       | 0      |
| Јувентус                    | Укупно            | Укупно            | 49      | 5      | 5       | 0      | —        | —        | 15      | 1      | 1       | 0      | 70      | 6      |
| Рејнџерс (позајмица)        | 2021/22.          | Премијершип       | 7       | 2      | 3       | 0      | —        | —        | 3       | 0      | —       | —      | 13      | 2      |
| Укупно у каријери           | Укупно у каријери | Укупно у каријери | 345     | 49     | 40      | 7      | 16       | 0        | 81      | 18     | 3       | 1      | 485     | 75     |

1. 1 2 3 4 5 6 7 8 9 10 11  Наступи у Лиги шампиона
2. 1 2  Наступ у ФА Комјунити шилду
3. 1 2 3  Наступи у Лиги Европе
4. ↑  Наступ у Суперкупу Италије

### Репрезентативна
Ажурирано 24. марта 2022.
| Репрезентација | Година | Наступи | Голови |
| -------------- | ------ | ------- | ------ |
| Велс           | 2008   | 1       | 0      |
| Велс           | 2009   | 10      | 2      |
| Велс           | 2011   | 9       | 3      |
| Велс           | 2012   | 5       | 0      |
| Велс           | 2013   | 5       | 3      |
| Велс           | 2014   | 2       | 0      |
| Велс           | 2015   | 6       | 2      |
| Велс           | 2016   | 7       | 1      |
| Велс           | 2017   | 7       | 2      |
| Велс           | 2018   | 6       | 1      |
| Велс           | 2019   | 2       | 1      |
| Велс           | 2020   | 1       | 0      |
| Велс           | 2021   | 10      | 4      |
| Велс           | 2022   | 1       | 0      |
| Укупно         | Укупно | 72      | 20     |

### Голови за репрезентацију
| #   | Датум              | Стадион                                       | Утакмица | Противник            | Гол   | Резултат | Такмичење                                 |
| --- | ------------------ | --------------------------------------------- | -------- | -------------------- | ----- | -------- | ----------------------------------------- |
| 1.  | 14. октобар 2009.  | Стадион Рајнпарк, Вадуц, Лихтенштајн          | 10       | Лихтенштајн          | 2 : 0 | 2 : 0    | Квалификације за СП 2010.                 |
| 2.  | 14. новембар 2009. | Стадион Кардиф Сити, Кардиф, Велс             | 11       | Шкотска              | 3 : 0 | 3 : 0    | Пријатељска утакмица                      |
| 3.  | 27. мај 2011.      | Стадион Авива, Даблин, Ирска                  | 14       | Северна Ирска        | 1 : 0 | 2 : 0    | Куп нација 2011.                          |
| 4.  | 2. септембар 2011. | Стадион Кардиф Сити, Кардиф, Велс             | 16       | Црна Гора            | 2 : 0 | 2 : 1    | Квалификације за ЕП 2012.                 |
| 5.  | 7. октобар 2011.   | Стадион Слободе, Свонзи, Велс                 | 18       | Швајцарска           | 1 : 0 | 2 : 0    | Квалификације за ЕП 2012.                 |
| 6.  | 22. март 2013.     | Хемпден парк, Глазгов, Шкотска                | 26       | Шкотска              | 1 : 1 | 2 : 1    | Квалификације за СП 2014.                 |
| 7.  | 6. септембар 2013. | Арена Филип II Македонски, Скопје, Македонија | 27       | Република Македонија | 1 : 1 | 1 : 2    | Квалификације за СП 2014.                 |
| 8.  | 15. октобар 2013.  | Стадион краља Бодуена, Брисел, Белгија        | 30       | Белгија              | 1 : 1 | 1 : 1    | Квалификације за СП 2014.                 |
| 9.  | 28. март 2015.     | Стадион Сами Офер, Хаифа, Израел              | 33       | Израел               | 1 : 0 | 3 : 0    | Квалификације за ЕП 2016.                 |
| 10. | 13. октобар 2015.  | Стадион Кардиф Сити, Кардиф, Велс             | 38       | Андора               | 1 : 0 | 2 : 0    | Квалификације за ЕП 2016.                 |
| 11. | 20. јун 2016.      | Стадион Мунисипал, Тулуз, Француска           | 42       | Русија               | 1 : 0 | 3 : 0    | Европско првенство 2016.                  |
| 12. | 11. јун 2017.      | Стадион Црвена звезда, Београд, Србија        | 47       | Србија               | 1 : 0 | 1 : 1    | Квалификације за СП 2018.                 |
| 13. | 5. септембар 2017. | Зимбру стадион, Кишињев, Молдавија            | 49       | Молдавија            | 2 : 0 | 2 : 0    | Квалификације за СП 2018.                 |
| 14. | 6. септембар 2018. | Стадион Кардиф Сити, Кардиф, Велс             | 54       | Ирска                | 3 : 0 | 4 : 1    | УЕФА Лига нација 2018/19.                 |
| 15. | 19. новембар 2019. | Стадион Кардиф Сити, Кардиф, Велс             | 60       | Мађарска             | 1 : 0 | 2 : 0    | Квалификације за Европско првенство 2020. |
| 16. | 19. новембар 2019. | Стадион Кардиф Сити, Кардиф, Велс             | 60       | Мађарска             | 2 : 0 | 2 : 0    | Квалификације за Европско првенство 2020. |
| 17. | 16. јун 2021.      | Олимпијски стадион, Баку, Азербејџан          | 65       | Турска               | 1 : 0 | 2 : 0    | Европско првенство 2020.                  |
| 18. | 8. октобар 2021.   | Стадион Синобо, Праг, Чешка                   | 68       | Чешка                | 1 : 0 | 2 : 2    | Квалификације за Светско првенство 2022.  |
| 19. | 13. новембар 2021. | Стадион Кардиф Сити, Кардиф, Велс             | 70       | Белорусија           | 1 : 0 | 5 : 1    | Квалификације за Светско првенство 2022.  |
| 20  | 13. новембар 2021. | Стадион Кардиф Сити, Кардиф, Велс             | 70       | Белорусија           | 3 : 0 | 5 : 1    | Квалификације за Светско првенство 2022.  |

## Трофеји

### Клупски
Арсенал
- ФА куп: 2013/14[78], 2014/15[91], 2016/17.[103]
- ФА Комјунити шилд: 2014,[80] 2015.[196]

Јувентус
- Серија А: 2019/20.
- Куп Италије: 2020/21.
- Суперкуп Италије: 2020.

### Индивидуални
- Лондонски играч године: 2014.[197]
- Играч сезоне у Арсеналу: 2013/14,[198] 2017/18.[113]
- Играч месеца у Премијер лиги: септембар 2013.[3]
- Најбољи млади велшки играч године: 2009, 2010.[199]
- Европско првенство најбољи асистент: 2016.[200]
- Европско првенство тим турнира: 2016.[150]
- Гол месеца у Премијер лиги: октобар 2018.[3][201]